# Leca
Leca és un poble o veïnat de la comuna vallespirenca de Cortsaví, a la Catalunya del Nord.
És a 631 m d'altitud, a la zona central-occidental del terme comunal, a l'esquerra del Riuferrer, aigües amunt a ponent del poble de Cortsaví. És a sota i al sud-oest de les Roques Negres.
Havia tingut església, però, desafectada des de fa segles, és actualment desapareguda.

## Etimologia
Joan Coromines explica en el seu Onomasticon Cataloniae que Leca i el poble del terme d'Estoer Llec treuen el nom de la forma neollatina derivada del preromà, probablement cèltic, licca (roca), probablement passant per la forma Aleca (de at, vora), que va impedir la palatalització de la l-, com sí que es va esdevenir a Llec.